# Сергеева, Наталья Олеговна
Ната́лья Оле́говна Серге́ева (в девичестве — Муравьёва, род. 3 мая 1976 года, Темиртау, Казахская ССР) — казахстанская каноистка-слаломистка. Участница 4 Олимпийских игр (2004, 2012, 2016, 2020), многократный призёр Азиатских игр.

## Биография
Живёт в Алма-Ате.
На Олимпийских играх 2004 года в Афинах была 23-й в гонке на одиночках и 12-й в гонках на двойках (с Эллиной Ужаховой).
Наталья Сергеева на дистанции 1000 метров на третьем этапе Кубка мира 2013 года в Польше закончила спринтерскую гонку на третьем месте.
Муж — Сергей Сергеев (род. 1976), выступавший в гребле на каноэ на Олимпийских играх 1996 года в составе сборной Казахстана.